# Точкова огърлична змия
Точковите огърлични змии (Diadophis punctatus) са вид влечуги от семейство Смокообразни (Colubridae).
Разпространени са в Северна Америка от югоизточната част на Канада до централната част на Мексико.
Таксонът е описан за пръв път от шведския ботаник и зоолог Карл Линей през 1766 година.

## Подвидове
- Diadophis punctatus acricus
- Diadophis punctatus amabilis
- Diadophis punctatus arnyi
- Diadophis punctatus dugesii
- Diadophis punctatus edwardsii
- Diadophis punctatus modestus
- Diadophis punctatus occidentalis
- Diadophis punctatus pulchellus
- Diadophis punctatus punctatus
- Diadophis punctatus regalis
- Diadophis punctatus similis
- Diadophis punctatus stictogenys
- Diadophis punctatus vandenburgii